# Cocoon (jeu vidéo)
Cocoon (litt. « cocon ») est un jeu de réflexion développé par Geometric Interactive et publié par Annapurna Interactive. Le joueur contrôle un scarabée qui peut sauter entre les mondes et résoudre des énigmes pour percer les mystères de l'univers. Le jeu est sorti le 29 septembre 2023 pour Microsoft Windows, PlayStation 4 et 5, Xbox One, Xbox Series X, et Nintendo Switch.

## Système de jeu
Le joueur se réveille dans un désert aride, peu de temps après avoir découvert un orbe mystérieux. Chaque orbe contient l'un des mondes du jeu, permettant au joueur de sauter entre eux, tout en constituant également une capacité unique en soi. L'orbe peut par ailleurs être utilisé pour alimenter les diverses machines trouvées dans ces mondes désolés, telles que les ascenseurs et les plates-formes. Lorsque le joueur atteint la fin de chaque orbe, il est confronté à un combat de boss qu'il doit terminer en utilisant un mécanisme pour gêner la créature.

## Développement
Cocoon a commencé son développement avec une série d'idées sur « la façon dont les relations spatiales entre les royaumes interconnectés pourraient être utilisées dans des puzzles », selon le concepteur principal Jeppe Carlsen. Après avoir quitté Playdead en 2016, peu de temps après le début du développement complet du jeu, le compositeur Jakob Schmid a rejoint Carlsen pour former Geometric Interactive.
Le jeu a été initialement conçu comme un jeu à défilement latéral, mais ils ont constaté qu'il réduisait l'impact du voyage entre les mondes et ont fait passer la perspective de haut en bas. La conception sonore de Cocoon est entièrement composée de bruits synthétiques plutôt que d'enregistrements. Certains modèles d'orbes n'ont pas été retenus et à l'origine, il était censé y avoir un orbe rythmique fonctionnant en tandem avec la musique du jeu, mais cela s'est avéré trop distrayant pour les joueurs.

## Accueil

### Critiques
Cocoon a reçu des critiques généralement favorables selon l'agrégateur d'avis Metacritic.
IGN a fait l'éloge de la conception des puzzles, écrivant : « voir comment chaque pièce du puzzle interagit avec les autres et comprendre les couches entre elles est l'une des choses les plus fascinantes et les plus engageantes que j'ai vues depuis un moment ». Eurogamer a apprécié la direction artistique de Cocoon, estimant qu'il capturait la nature extraterrestre du décor, « vous explorez des mondes à la fois glauques et organiques, remplis de tumeurs et de sacs fortement vasculaires et de mandibules tremblantes ». GamesRadar+ a apprécié la façon dont le jeu plaçait le joueur dans un « état de zénitude » avec ses énigmes : « Bien sûr, vous devrez peut-être faire fonctionner ces neurones pour l'un des deux énigmes, mais résoudre la majorité est une expérience plus méditative ».
Game Informer a estimé que certaines énigmes pourraient être un peu longues, en disant : « Il y a quelques cas où j'ai eu l'impression de suivre un mouvement pour terminer une énigme au lieu d'arriver à un moment catharsis brillant ». Polygon a adoré la bande-son, estimant qu'elle complétait parfaitement l'atmosphère, « Une magnifique bande-son au synthétiseur accompagne votre voyage, parfois joint d'un glissando de piano atténué qui ne manque jamais d'inspirer l'effroi ». Rock, Paper, Shotgun a félicité le jeu pour ne pas être trop obtus, écrivant que « les solutions sont souvent des rebondissements intuitifs sur un plan », plutôt que « un échange de monde casse-tête ».

### Distinctions
Le jeu est nommé à deux reprises lors des Games Awards 2023, et remporte le lauréat dans la catégorie « meilleur premier jeu indépendant ».
| Année | Prix                 | Catégorie                        | Résultat   |
| ----- | -------------------- | -------------------------------- | ---------- |
| 2023  | The Game Awards 2023 | Meilleur jeu indépendant         | Nomination |
| 2023  | The Game Awards 2023 | Meilleur premier jeu indépendant | Lauréat    |